# Majtki

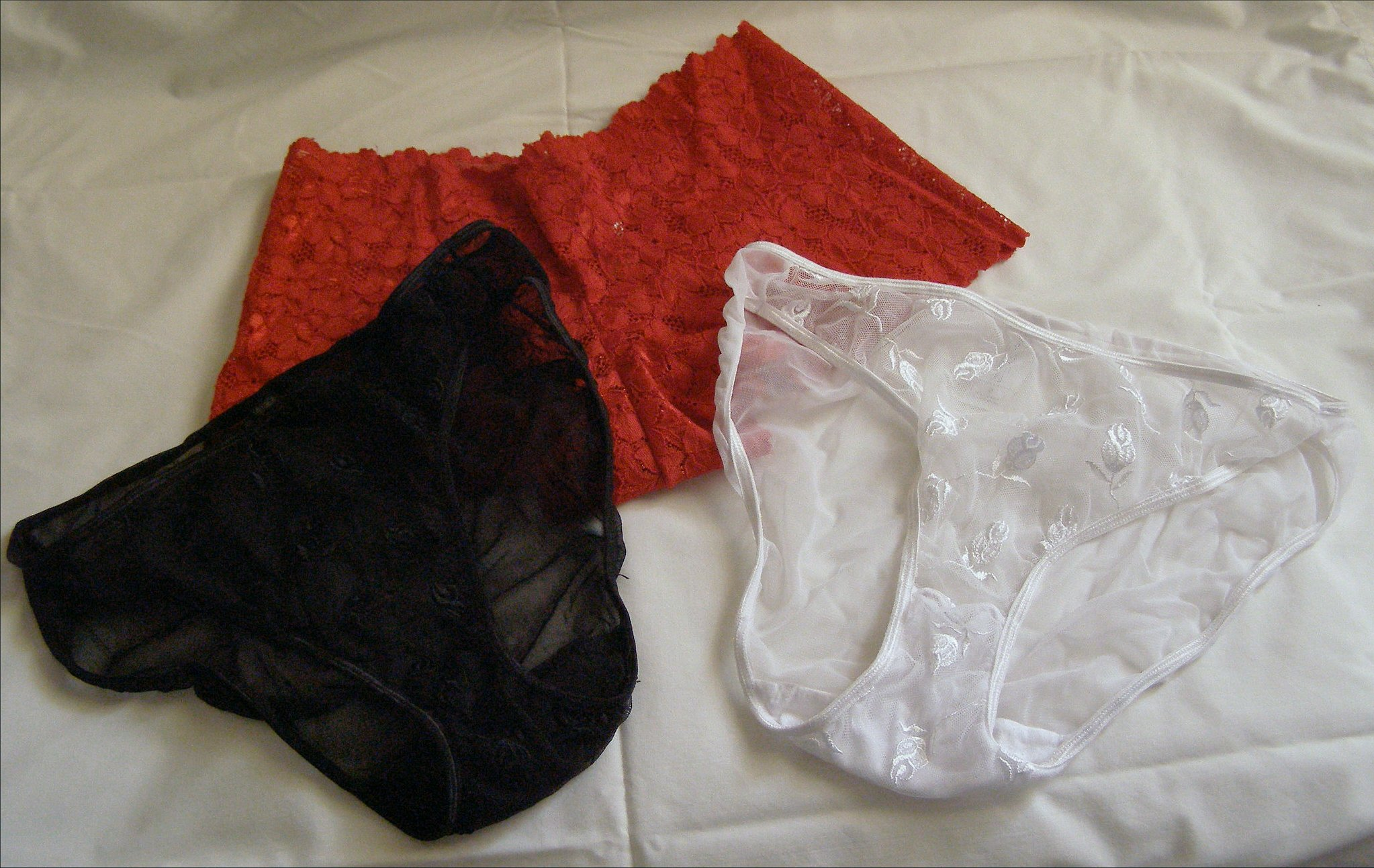
Kobiece majtki

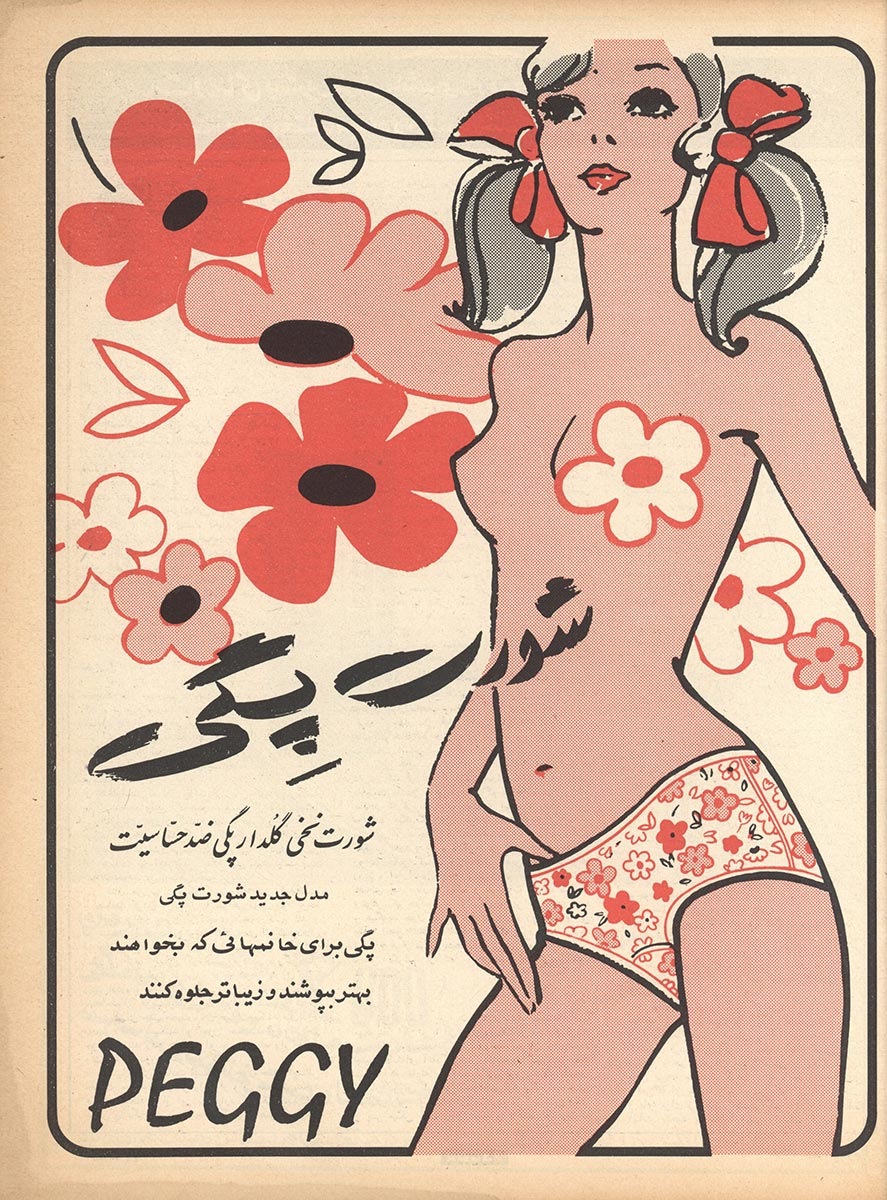
Reklama majtek Peggy w irańskim czasopiśmie Zan-e Rooz, 16 stycznia 1971

Majtki – rodzaj bielizny okrywającej zwykle genitalia, krocze i pośladki. Dawniej słowo to oznaczało również spodnie męskie.

## Typy majtek
- kąpielówki
- slipy
- bokserki
- stringi
- figi
- tanga
- thong
- majtki modelujące

## Historia[1]
Bielizna noszona bezpośrednio na ciele pod ubraniem, do której obecnie majtki się zaliczają, pojawiła się w Europie pod koniec średniowiecza, ale wówczas jeszcze nie znano majtek lub podobnej części garderoby. W XVI wieku kobiety nosiły pod obszernymi sukniami krótkie spodenki zwane kalesonami. W XVIII wieku Ludwik XV wydał nakaz zobowiązujący aktorki i tancerki do noszenia takiej właśnie bielizny, ze względu na niechęć do jej używania. Cesarzowa Józefina miała w swojej garderobie po kilkaset koszul i sukien, a tylko dwie pary majtek. Jedynie starsze panie z obawy przed zimnem chwaliły sobie tego rodzaju ochronę. Majtki pojawiły się w XIX wieku. Wprowadzenie szycia maszynowego, zamiana sztywnego materiału na miękką dzianinę, rezygnacja z noszenia sztywnych gorsetów i systematyczne skracanie się sukien spowodowało, że majtki również zmieniały swój krój, długość i szczelność.

### Majtki rozcinane
Majtki rozcinane, czyli nie zszyte w kroku, pojawiły się w latach 20. XIX w., a już w połowie tegoż, kiedy nastała moda na krynoliny, stały się wręcz niezbędne. Bez ciepłych, płóciennych, sięgających kolan pantalonów kobietom było zimno, mimo kilku halek. Nie zszywano ich dla wygody pań. Ubrana w ciasny gorset, obszerną długą suknię i kilka halek właścicielka majtek musiałaby chodzić w miejsce ustronne z garderobianą.

### Kombinacja
Była połączeniem długich majtek rozcinanych i koszulki noszonych przez kobiety w latach 70. XIX w. W latach 20. XX w. komplet stanowiła koszulka i krótkie majtki – jak współczesne body. Męską wersją kombinacji było połączenie kalesonów z koszulą, czyli coś w rodzaju kombinezonu zapinanego na guziki od krocza po szyję, widywane dzisiaj tylko w westernach, również w wersji z klapą.

### Majtki z klapą
Pojawiły się na początku XX wieku, jako alternatywa dla majtek rozcinanych, ale nie były od nich wygodniejsze, ponieważ wymagały zapinania klapki z tyłu na guziki. Przyjęły się natomiast w garderobie dziecięcej, bo małym dzieciom zawsze ktoś pomagał w ubieraniu. W garderobie dziecięcej występowały do lat 50. XX wieku.
Wersję męską wyprodukowała amerykańska firma P.H. Hanes Knitting Company na początku XX wieku. Inne warianty tej nowości miały klapki z przodu lub rozporki. Pierwsze slipy zaprezentowano w latach 30. XX w. w Chicago.